# Mary Pickford
Mary Pickford was de artiestennaam voor Gladys Louise Smith (Toronto, 8 april 1892 – Santa Monica, 29 mei 1979), een Canadese film- en theateractrice, auteur en filmproducent. Na een carrière in de vaudeville debuteerde ze in 1909 in een film. Ze begon met acteren uit armoede, maar verdiende voor haar vijfentwintigste meer dan de president van de Verenigde Staten. Ze begon als kindster en bleef tot haar dertigste kinderrollen vertolken. De media schreven over haar huwelijken met Owen Moore, Douglas Fairbanks en Charles Rogers. Met Fairbanks, Charles Chaplin en D.W. Griffith richtte ze in 1919 de filmstudio United Artists op. Tot 1956 was ze een van de eigenaren.
Hoewel ze in 1929 een Oscar won voor haar rol in de geluidsfilm Coquette, kwam in 1933 haar laatste film uit, want niettegenstaande haar theaterervaring stokte Pickfords succes bij het einde van de stomme film. Ze startte een nieuwe carrière als schrijfster en paradoxaal genoeg op de radio.

## Jeugdjaren

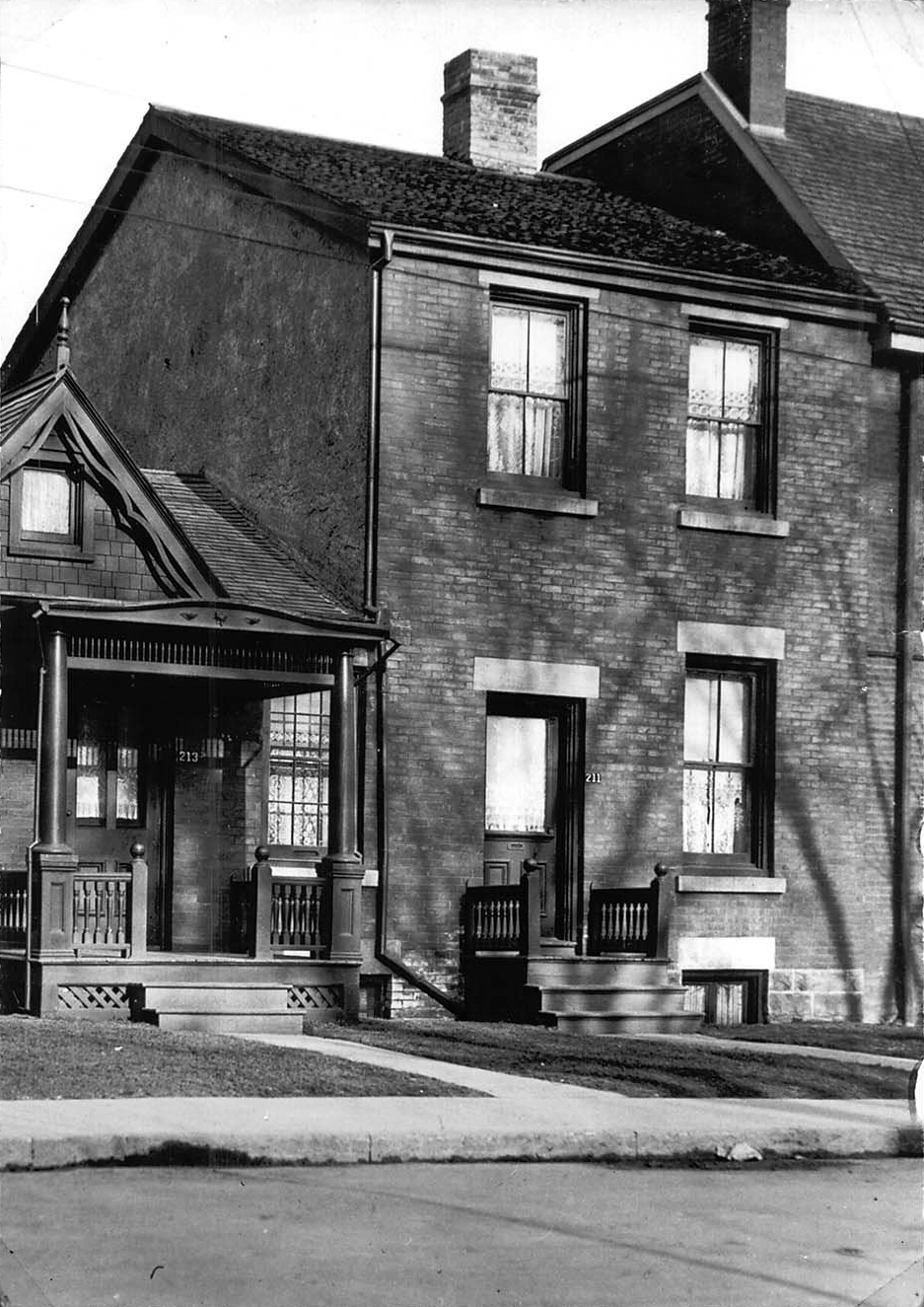
Geboortehuis van Mary Pickford in Toronto

Mary Pickford werd op 8 april 1892 geboren in Toronto, Canada als Gladys Louise Smith. Haar moeder, Charlotte Smith, was negentien jaar en was Iers-katholiek opgevoed. Haar vader, John Charles Smith, was purser op een stoomschip. In 1895 kreeg ze een zus, die Lottie werd genoemd. In 1896 volgde haar broer Jack.
Om haar familie tevreden te stellen liet Charlotte haar dochter dopen in een methodistische kerk, maar ook in een rooms-katholieke. John was alcoholist en verliet zijn gezin in 1895. Drie jaar later kwam hij om het leven bij een ongeluk. Daardoor viel het inkomen van de familie weg. Gladys' moeder probeerde rond te komen als naaister en door mensen uit opvangtehuizen op te nemen in het gezin. Na een meningsverschil met de lerares van Gladys en Lottie haalde ze hen van school af en gaf ze zelf les. Gladys was in deze periode regelmatig ziek vanwege slaapgebrek; Lotties gezondheid ging door buiktyfus erg achteruit.
In 1899 kreeg Gladys, slechts zeven jaar oud, een rol aangeboden in een toneelstuk van een huurder van haar moeder. Haar moeder keek neer op acteurs en verbood haar dochtertje in het stuk te spelen. Toen de man Gladys echter acht dollar per week beloofde (in koopkracht vergelijkbaar met 255 dollar anno 2020, zo'n 235 euro) veranderde ze van gedachten. Op 8 januari 1900 maakte Gladys samen met haar jongere zusje haar debuut in het toneelstuk The Silver King. Tot en met 24 november van dat jaar speelde ze de rol van Ned, een kleine jongen. Op 9 april 1900 kreeg ze haar tweede rol in het toneelstuk The Littlest Girl. Met deze rol verdiende ze zelfs vijftien dollar per week.
Gladys werd onder de naam Baby Gladys Smith een bekende kindster. Ze was ook succesvol in de vaudeville en speelde al op jeugdige leeftijd hoofdrollen in toneelstukken, waaronder De negerhut van Oom Tom (1901). Tijdens haar carrière als kind-acteur leerde Gladys een andere kindster kennen, Elsie Janis. Ze zouden levenslang vriendinnen blijven. Toen een toneelschrijver Gladys en Lottie in 1901 in het toneelstuk The Little Red Schoolhouse zag spelen nodigde hij haar familie uit om naar de Verenigde Staten te komen. Charlotte Smith aanvaardde dit aanbod. Eenmaal in New York kwamen ze er echter achter dat Gladys was vervangen door collega-kindster Lillian Gish, die eveneens later beroemd zou worden. Gish moest zich terugtrekken en Gladys kreeg de rol die haar eerder beloofd was.

## Begin van een carrière

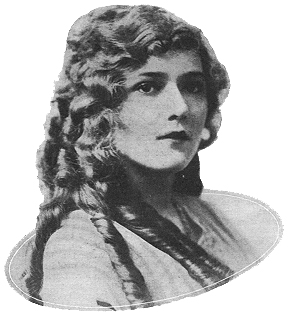
Pickford in The Warrens of Virginia

Gladys trad in New York op in talloze kleine theaterproducties. Toch had ze had hier minder succes dan in Toronto, vanwege het overschot aan acteurs in New York. De familie Smith kwam in opvangtehuizen voor theateracteurs terecht. Hoewel de critici haar bleven prijzen, verkeerde Baby Gladys Smith in armoedige omstandigheden. Het gezin had weinig geld en haar moeder begon troost te zoeken in de alcohol.
Toen Gladys vijftien jaar oud was schudde ze de bijnaam Baby Gladys Smith af. Hoewel ze eigenlijk van plan was modeontwerpster te worden, besloot ze te gaan werken voor David Belasco, een van de machtigste producers van New York in die tijd. Op dat moment werkte Belasco aan het toneelstuk The Warrens of Virginia en hij was ontevreden over het meisje dat gecast was voor de rol van het kind Betty Warren. In haar plaats nam hij Gladys voor deze rol en bedacht voor haar de artiestennaam Mary Pickford. Gladys bleef de rol gedurende drie seizoenen spelen op Broadway, tot 1909.
Daarna zat Mary Pickford zonder werk en haar moeder raadde haar aan in films te gaan spelen. Mary vatte dit op als een belediging, maar toen het financieel noodzakelijk werd, besloot ze toch een poging te wagen. In april 1909 bood de filmmaker D.W. Griffith haar een contract aan bij Biograph Studios. Samen met haar jeugdvriendinnen Lillian en Dorothy Gish speelde ze in verschillende stomme films.
De eerste film die ze maakte was Her First Biscuits (1909). Hoewel de meeste acteurs die bij Biograph Studios werkten nooit meer dan vijf dollar per dag verdienden, kreeg Pickford tien dollar per dag en was ze verzekerd van een inkomen van minstens veertig dollar per week (1162 dollar in 2020). Ze vond het verschrikkelijk om kleine rollen te spelen en wilde al na de eerste dag bij Biograph weggaan, maar toen Griffith haar de hoofdrol aanbood in The Violin Maker of Cremona (1909), aanvaardde ze die onmiddellijk.
Aan het begin van haar filmcarrière was Pickford ambitieus. Ze probeerde in zo veel mogelijk films te spelen in de hoop opgemerkt te worden. Alleen al in 1909 was ze in 51 films te zien. Daarnaast was ze leergierig en wilde ze alles weten over het maken van films. Ze stelde constant vragen aan de crew over camerawerk, montage en het licht. Ook had ze veel invloed bij de studio. Mary Pickford introduceerde Lilian en Dorothy Gish en haar eigen jongere zus en broer bij de filmstudio en zorgde ervoor, dat haar vriendin Florence La Badie uitgroeide tot een bekende actrice.

## Internationale bekendheid

### Conflicten met D.W. Griffith

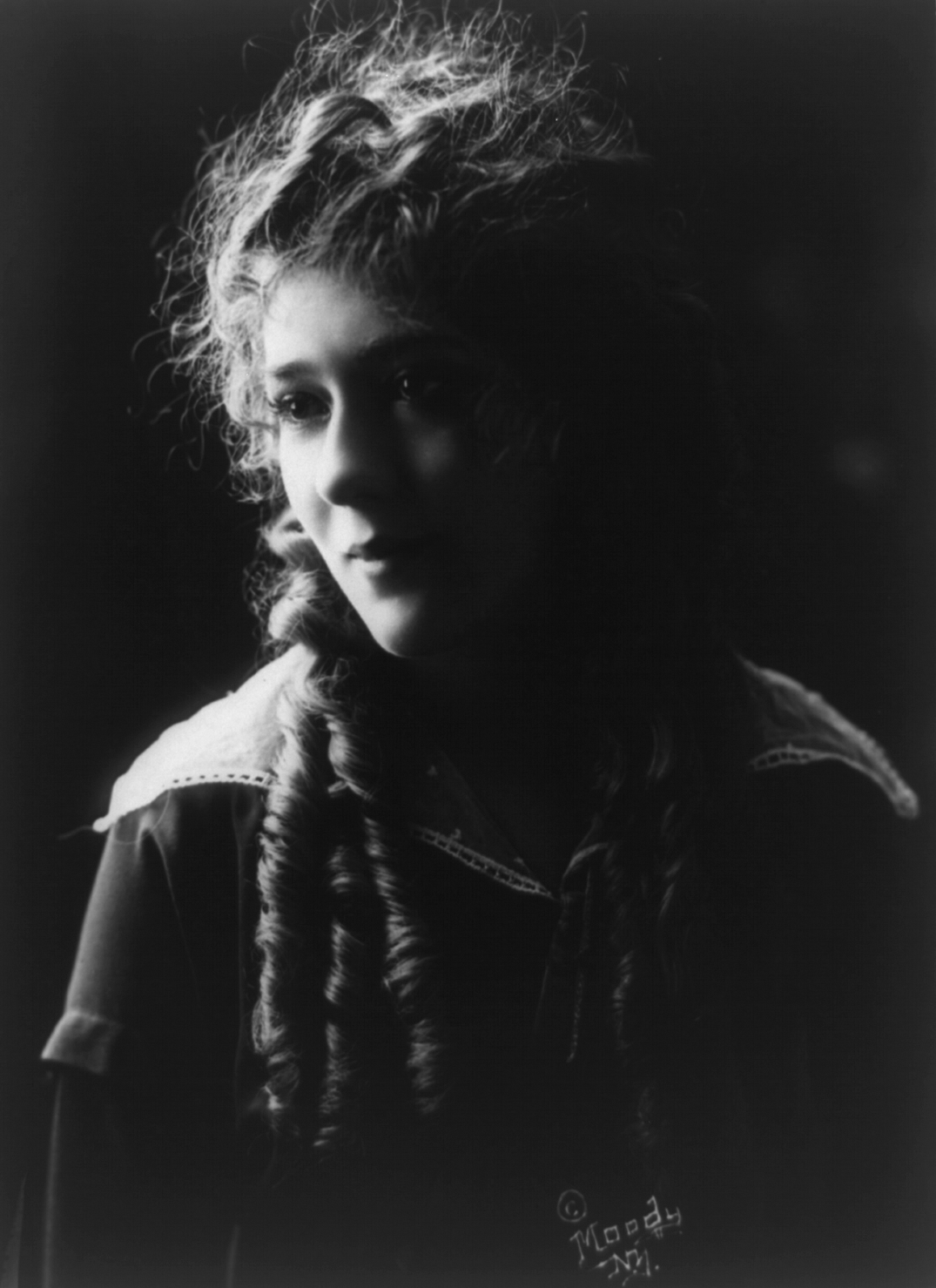
Pickford omstreeks 1914

Mary Pickford was alleen in films van Griffith te zien. Ze verschilden regelmatig van mening en Pickford liet altijd goed blijken, als ze het niet met hem eens was. Tijdens het filmen van To Save Her Soul in november 1909 kon Griffith zich niet bedwingen toen Pickford niet de emoties toonde die hij wilde zien. Hij schreeuwde en schudde haar door elkaar; Pickford beet hem. Ook haar zus protesteerde, toen ze zag hoe Griffith haar behandelde. Beide actrices stapten meteen op en Griffith liet ze gaan. Later zou hij zijn verontschuldigingen aanbieden en keerde Mary terug naar de set.
In januari 1910 besloot Griffith zijn studio van New York te verhuizen naar Californië om de strenge winters in het oosten van het land te mijden. Pickford verhuisde mee en leerde collega-acteur Owen Moore kennen. Ze werden verliefd en trouwden stiekem op 7 januari 1911. Pickford wilde niet, dat haar moeder achter het huwelijk kwam, maar dat gebeurde al na enkele maanden. Ondertussen groeide Pickford uit tot een ster en verwierf internationale bekendheid.
Aan het begin van de twintigste eeuw werden alleen de namen van regisseurs vermeld in de films. Florence Lawrence was de eerste actrice die Biograph Studios verliet op zoek naar een studio die haar naam zou vermelden. Independent Motion Picture te Cuba ging op haar verzoek in. Daar groeide ze uit tot een internationale beroemdheid. Ook Mary Pickford kreeg die kans in 1911. Ze kreeg een hoger salaris en haar naam werd in de films genoemd. Ze bleef er echter maar kort. Ze vond het verschrikkelijk om ver van huis en van haar geliefden te werken. Daarnaast viel de kwaliteit van de films en de sets haar erg tegen. Pickford ging weg en tekende met Moore een contract bij de filmstudio Majestic Motion Picture Company. Al in 1912 keerde ze weer terug naar Biograph.
Dat jaar draaide Pickford een aantal films, maar ze vond dat Griffith te veel aandacht besteedde aan de gezusters Gish. Ze klaagde, dat ze alleen maar scripts kreeg aangeboden die andere actrices al hadden geweigerd. Verder werd ze gecast voor controversiële rollen. Zo speelde ze in Friends (1912) een prostituee en in Fate's Interception (1912) een moordenares. Griffith was haar gedrag beu en verving haar in The Sands of Dee (1912) door een nieuwkomer, de onervaren Mae Marsh. Actrice Claire McDowell zei later in een interview, dat Griffith zo probeerde om het zelfvertrouwen van Pickford te breken.
In december 1912 verhuisde Biograph terug naar New York. David Belasco wist, dat de inmiddels beroemde Pickford terug in de stad was en bood haar de hoofdrol aan in het nieuwe toneelstuk A Good Little Devil. Zij verlangde al een tijdje terug naar het theater en verliet Biograph voor Broadway. Ze miste de film al snel en in 1913 sloot ze een contract met Adolph Zukor en zijn filmmaatschappij Famous Players, waarmee ze 500 dollar per week verdiende.

### Stijgend succes

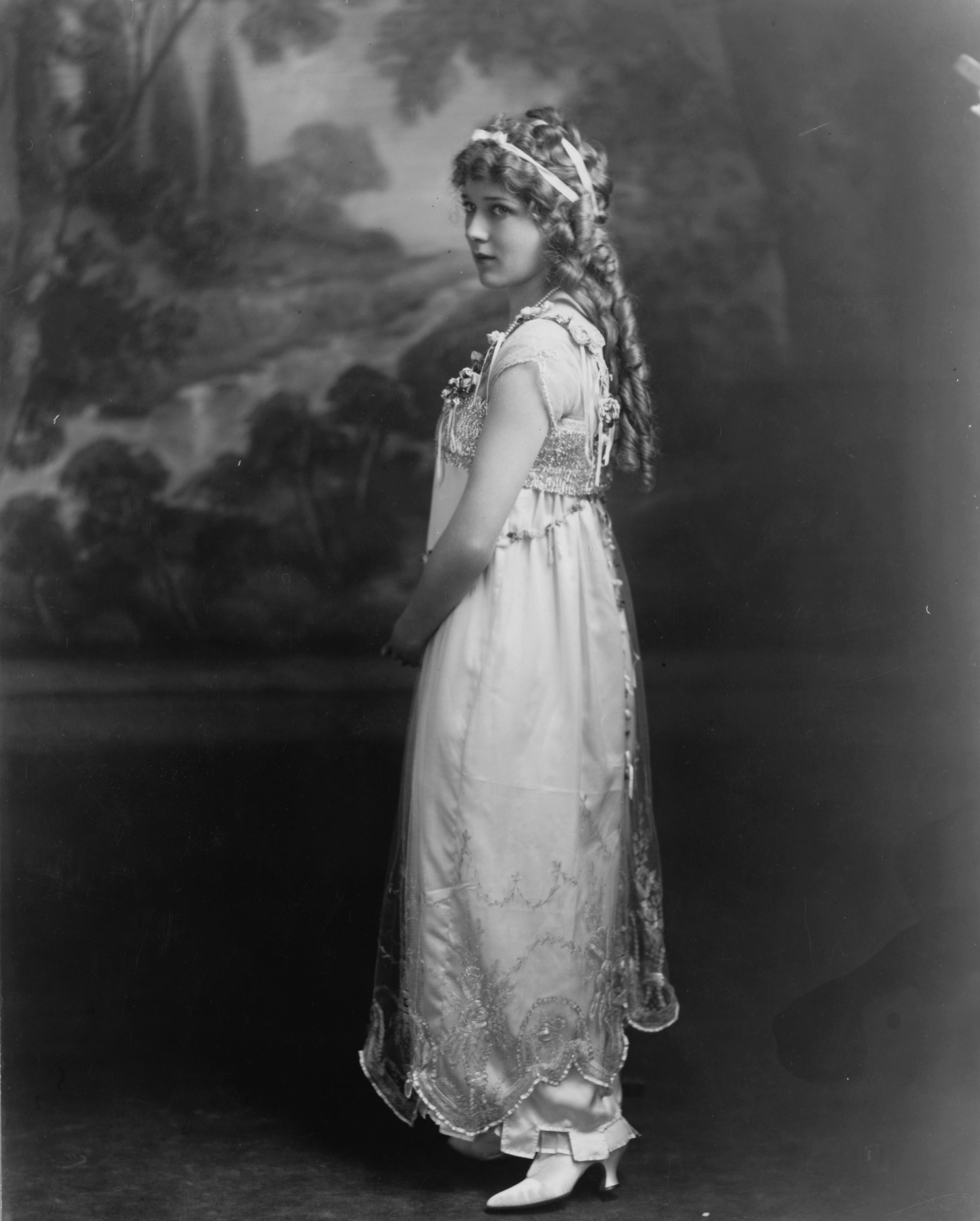
Pickford in 1915

Terwijl Mary Pickford tot dan toe voornamelijk in korte films te zien was geweest, speelde ze bij Famous Players ook in avondvullende films. De eerste film die ze voor de studio draaide was de filmbewerking van A Good Little Devil, het toneelstuk dat ze verliet voor haar filmcontract bij Famous Players. De film kwam uit in 1914 maar werd slecht ontvangen. Pickford noemde het later haar slechtste film. Pickford bleef echter trouw aan de studio en nog hetzelfde jaar brak ze door met de titelrol in Tess of the Storm Country. Ze boekte ook met andere films successen. Hearts Adrift (1914) werd zo'n kaskraker, dat Pickford salarisverhoging eiste.
Owen Moore vond het moeilijk dat zijn vrouw meer succes kende dan hijzelf. Hij werd alcoholist. Er gingen geruchten, dat Pickford aan het begin van de jaren 10 een miskraam had, waardoor ze onvruchtbaar was geworden, of zwanger was geraakt, maar door haar moeder tot abortus was gedwongen. Haar band met Moore verslechterde. In die periode werd ook gefluisterd, dat Pickford een affaire had met James Kirkwood. Ondanks alle berichten over het vervreemden van haar echtgenoot speelde ze met Moore in de films Cinderella (1914) en Mistress Nell (1915). Tijdens de opnamen van beide films werden ze uitgenodigd voor de bruiloft van regisseur Allan Dwan met actrice Pauline Bush. Pickford en Moore besloten te hertrouwen en hoopten op een dubbelbruiloft met Dwan en Bush. Door protest van Pickfords moeder ging dat niet door.

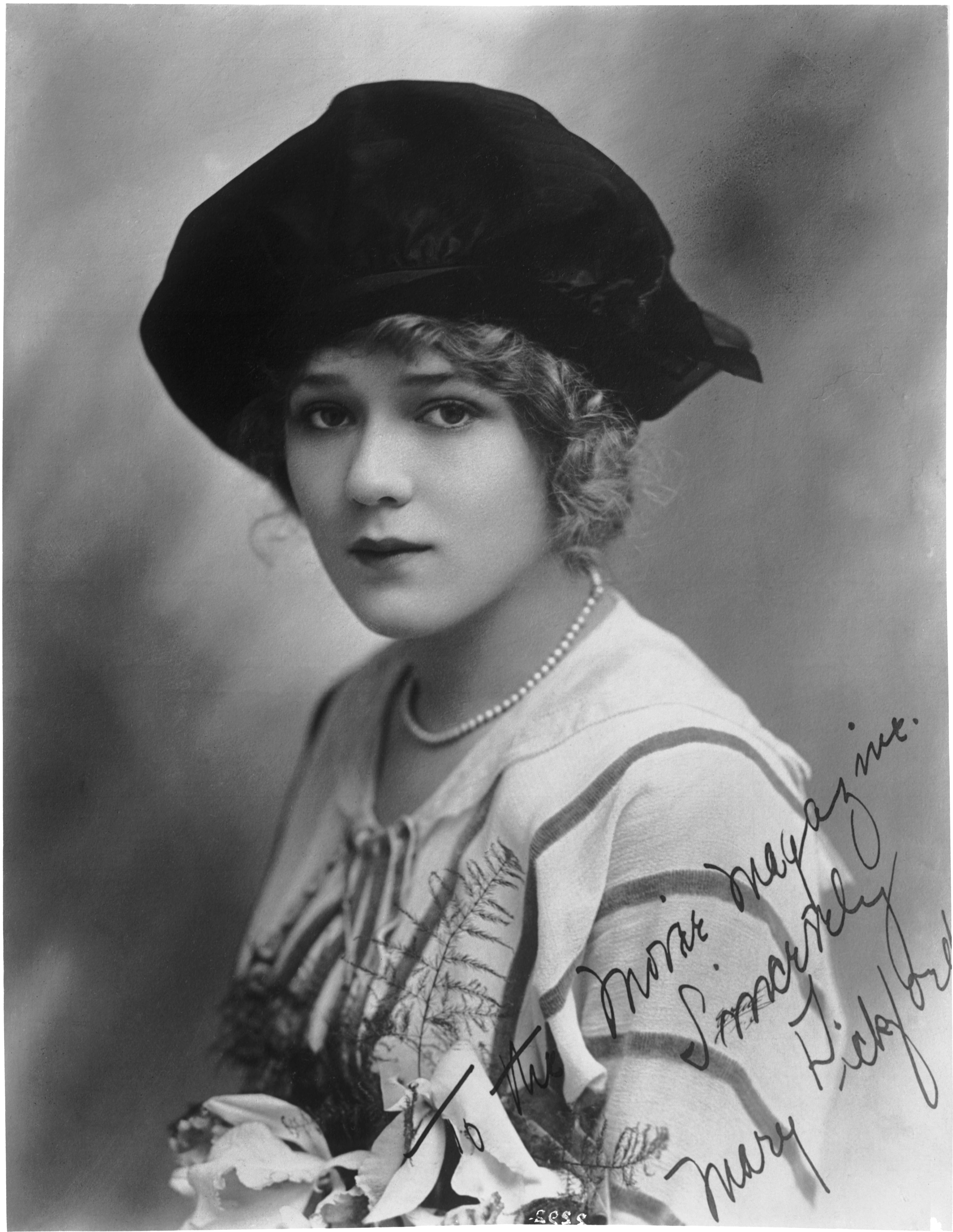
Mary Pickford, 1914-1915

Pickford groeide uit tot een van de bekendste actrices van Amerika en kreeg per dag tot 500 brieven van fans. Het publiek adoreerde haar krullen, onwetend dat die voor het grootste deel vals waren: haar kapper George Westmore hechtte valse lokken aan, die hij kocht van prostituees uit een Frans bordeel.
In 1915 bood American Film Company haar $4000 per week aan om te spelen in The Diamond from the Sky (1915). Toen zij hier, ondanks de aanzienlijke salarisverhoging, niet op in ging, kreeg haar zus Lottie de rol. Aan het begin van 1916 was ze met een salaris van 2000 dollar week de bestbetaalde actrice van Amerika. Al voor haar vijfentwintigste was Pickford miljonair. Ze verdiende 150.000 dollar per jaar, meer dan Woodrow Wilson, toen de president van de Verenigde Staten.

## Leven als zakenvrouw

### Meer inbreng achter de schermen

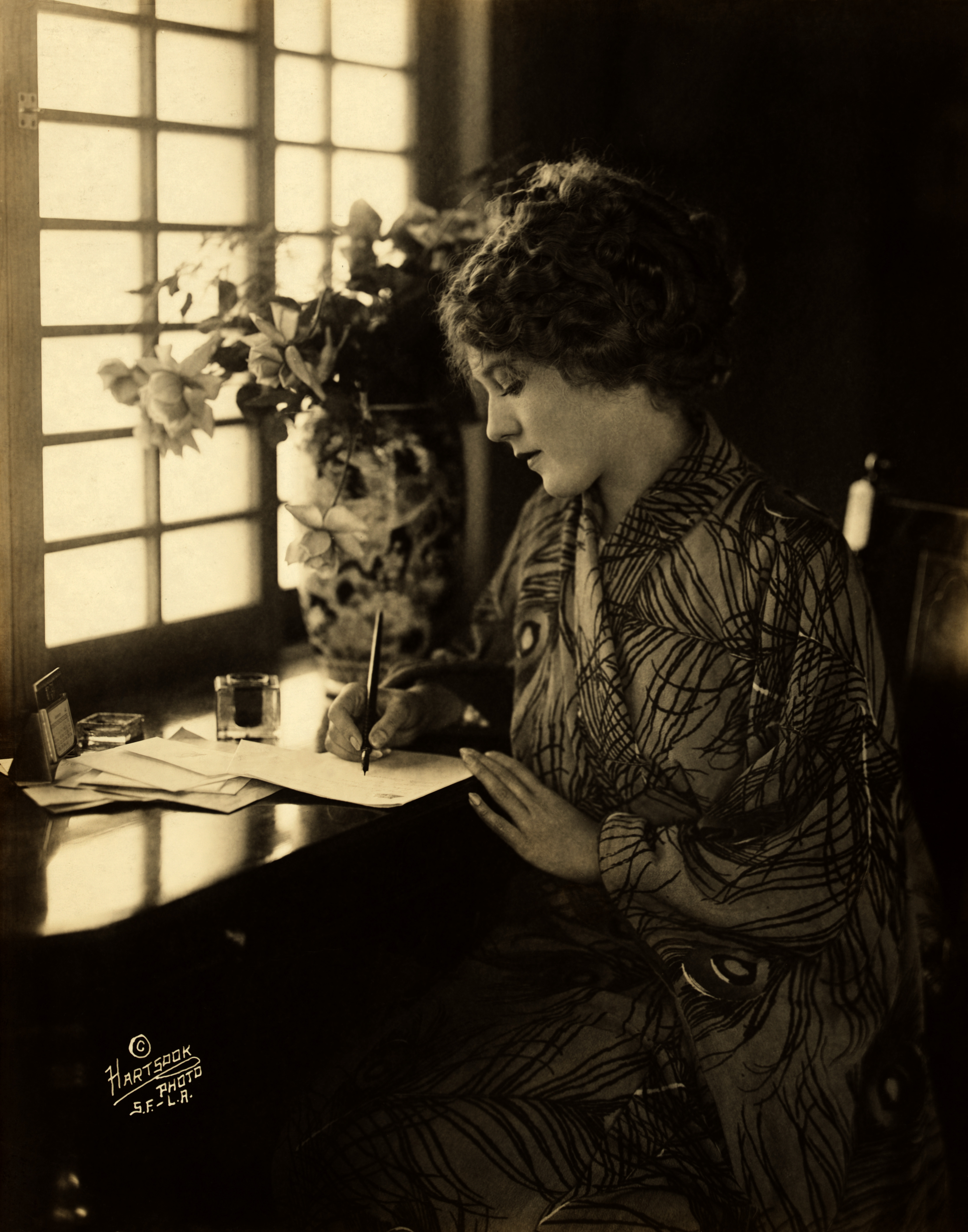
Pickford in 1918

Op 24 juni 1916 tekende Pickford een nieuw contract met Famous Players. In dit contract werd ze niet alleen erkend als actrice, maar kreeg ze ook het volledige gezag bij het maken van haar films. Verder kreeg ze haar eigen filmstudio, die uiteindelijk Mary Pickford Corporation werd genoemd.
Omdat ze nu haar eigen bedrijf had, kon Pickford zelf beslissen met wie ze wilde samenwerken. De eerste die ze aannam, was scenarist Frances Marion. De twee kregen een hechte vriendschap en Marion schreef een groot aantal scripts voor Pickford, waaronder Rebecca of Sunnybrook Farm (1917) en The Poor Little Rich Girl (1917). De films zouden een groot succes worden. Hierna koppelde Adolph Zukor haar aan regisseur Cecil B. DeMille. DeMille had in 1916 een contract getekend bij Zukor en de door hem geregisseerde films kenden financieel succes. Zukor dacht dat een samenwerking met DeMille kon bijdragen aan Pickfords succes. Samen maakten ze de films A Romance of the Redwoods (1917) en The Little American (1917).
In 1917 zou ze met haar eigen filmmaatschappij 560.000 dollar verdienen. Driekwart van dat bedrag mocht Pickford zelf houden. Pickford stond er financieel goed voor, maar haar huwelijk met Owen Moore had een dieptepunt bereikt. Ze kreeg een affaire met acteur Douglas Fairbanks. Hij was zelf ook getrouwd en had een kind, Douglas Fairbanks Jr.. Pickford en haar moeder waren bang, dat dit geheim zou uitlekken. Toch bleef ze Fairbanks zien en wilde ze van Moore scheiden.
Pickford maakte films met regisseur Marshall Neilan, zoals The Little Princess (1917), Stella Maris (1918), Amarilly of Clothes-Line Alley (1918), M'Liss (1918) en Daddy-Long-Legs (1919). Ze werkte graag samen met Neilan en vond hem beter dan Griffith. Toch kwam ze regelmatig in de roddelbladen door haar onenigheden met hem. Neilan was een alcoholist en had zoals dat heet 'last van een kort lontje'.
Samen met Fairbanks en diens vriend Charles Chaplin, steunde Pickford de soldaten van de Eerste Wereldoorlog door in het openbaar te verschijnen om speciale waardepapieren, Liberty Bonds, te verkopen. Dit deden ze met succes. Chaplins optreden op Wall Street lokte 50.000 bezoekers en met een toespraak van Pickford in Chicago zamelden ze 5.000.000 dollar in.

### United Artists

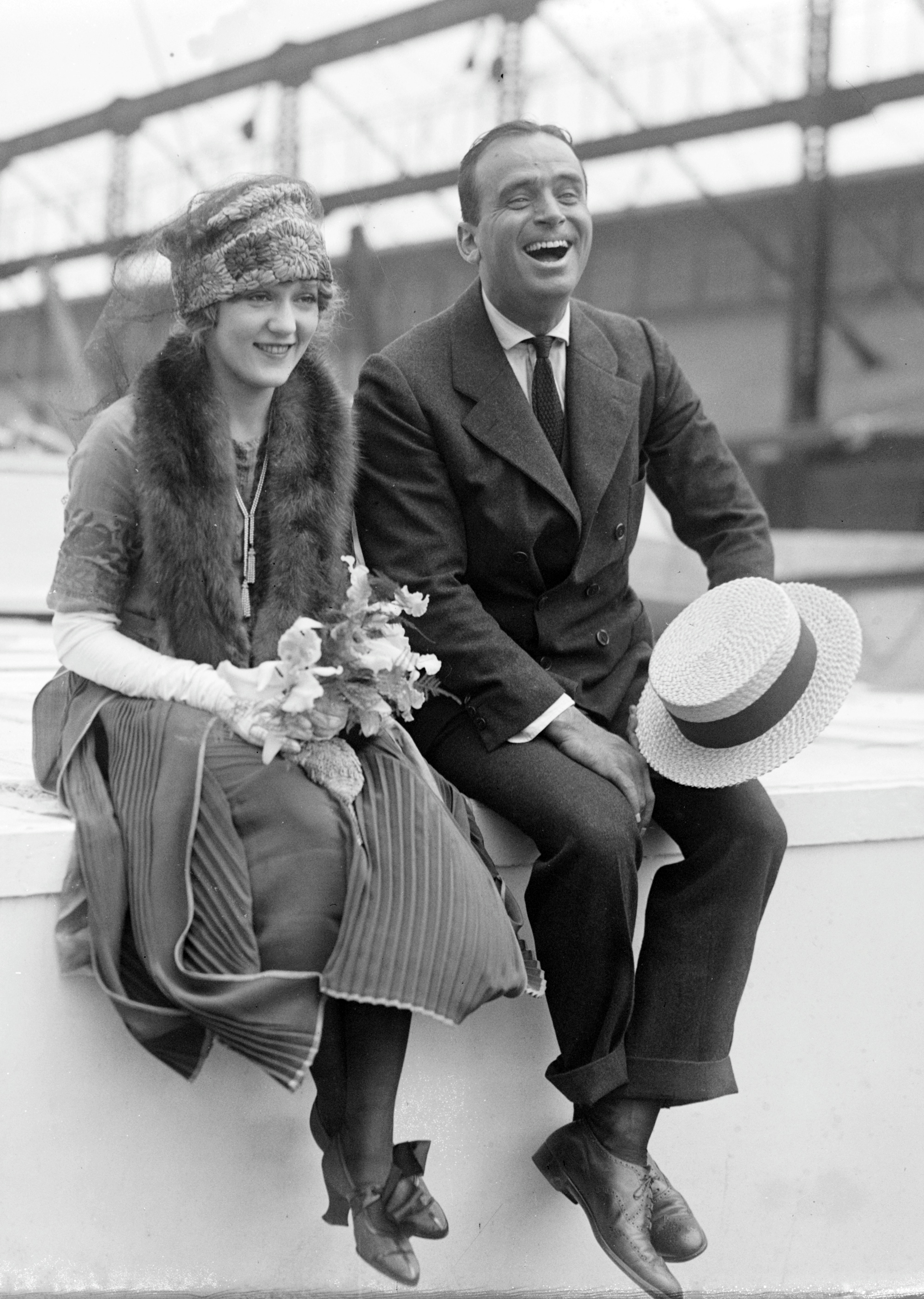
Pickford met Fairbanks

Ondertussen liep haar tweejarig contract bij Zukors studio Famous Players-Lasky op 6 november 1918 af. Pickford maakte bekend, dat ze een contract had getekend bij studio First National. Zukor verving haar door actrice Mary Miles Minter. De studio stond er echter slecht voor en al snel ging het gerucht dat Pickford, Fairbanks en Chaplin een eigen studio wilden oprichten.
Die geruchten bleken waar. Op 15 januari 1919 kondigden Pickford, Fairbanks, Chaplin, D.W. Griffith en William S. Hart aan, een eigen studio op te richten. Al na een paar dagen trok Hart zich terug, hij had een filmcontract van Zukor aanvaard. Pickford, Fairbanks, Chaplin en Griffith gingen samen verder en vestigden United Artists in Los Angeles. Zo konden ze zelf beslissen over de productie, financiering en verdeling van films.
Pickford had er inmiddels genoeg van om kinderrollen op zich te nemen in films. In Heart 'o the Hills (1919) speelde ze een jongedame. De film werd geen succes, aangezien het publiek haar liever zag als klein meisje. Pickford gaf het publiek zijn zin en speelde in haar volgende film Pollyanna (1920) opnieuw een kind. De opbrengsten van die film braken alle records.
Pickford vreesde dat het haar carrière zou kunnen kosten, als haar affaire met Fairbanks publiek bekend zou raken. Daarom wilde ze scheiden van Moore en meteen trouwen met Fairbanks. Omdat iemand volgens de Californische wet na een scheiding een jaar moest wachten, ging Pickford in februari 1920 met haar moeder naar Nevada. Op 2 maart 1920 was haar scheiding van Owen Moore rond. Ze woonden al jaren apart.
Zesentwintig dagen later trouwde Mary Pickford met Douglas Fairbanks. Voor hun huwelijksreis gingen ze naar Europa. Het nieuws lekte al snel uit en een enorme menigte belaagde het koppel direct na aankomst. Pickford stond doodsangsten uit en keerde sneller dan gepland terug naar de Verenigde Staten. Terug in Hollywood kochten ze een groot huis, dat de media Pickfair noemden. Er kwamen regelmatig bekende gasten langs en ze organiseerden memorabele feesten.

## Het publiek tevreden houden

### Een schijnhuwelijk

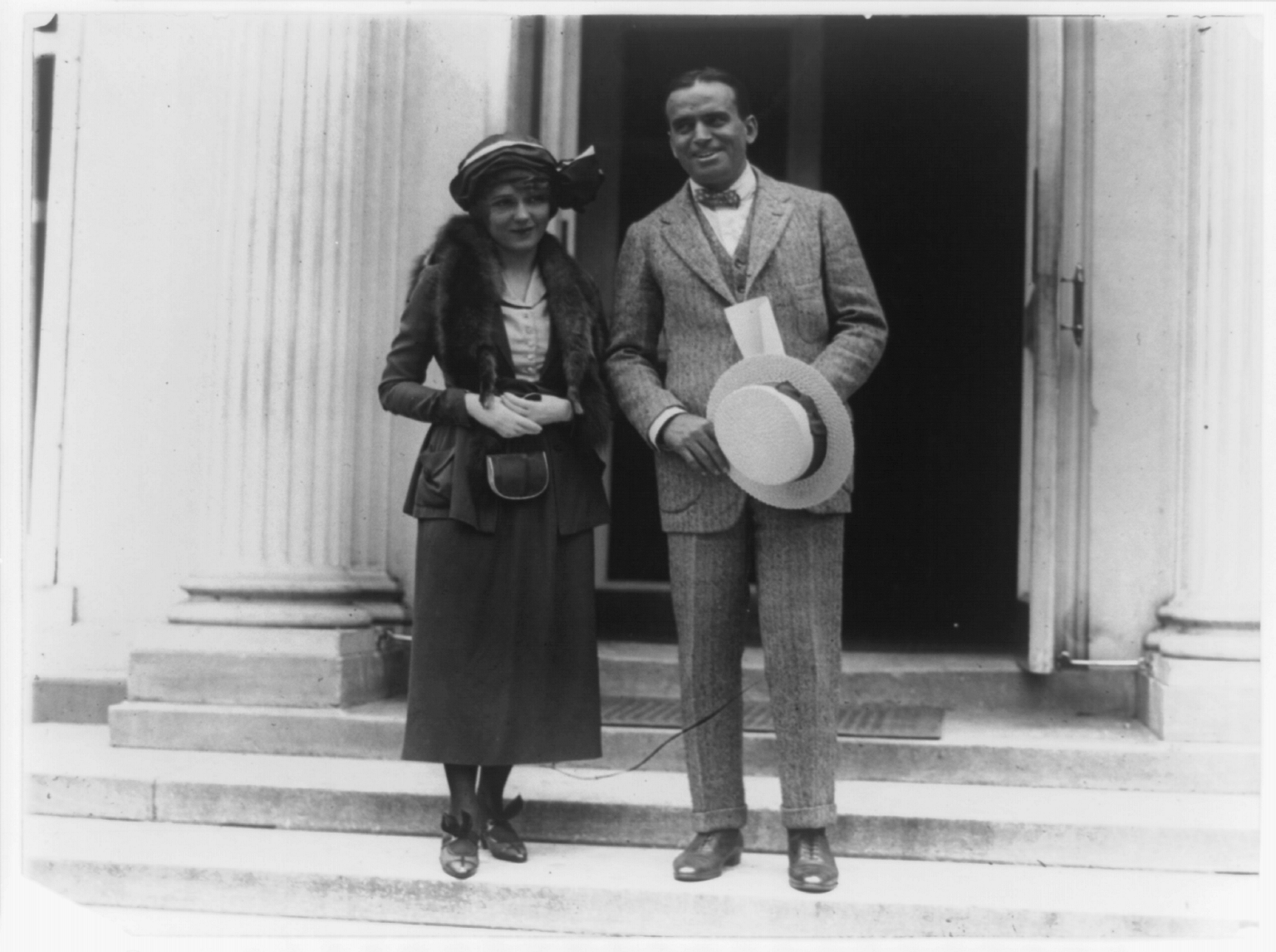
Pickford en Fairbanks op 8 juni 1920 voor het Witte Huis

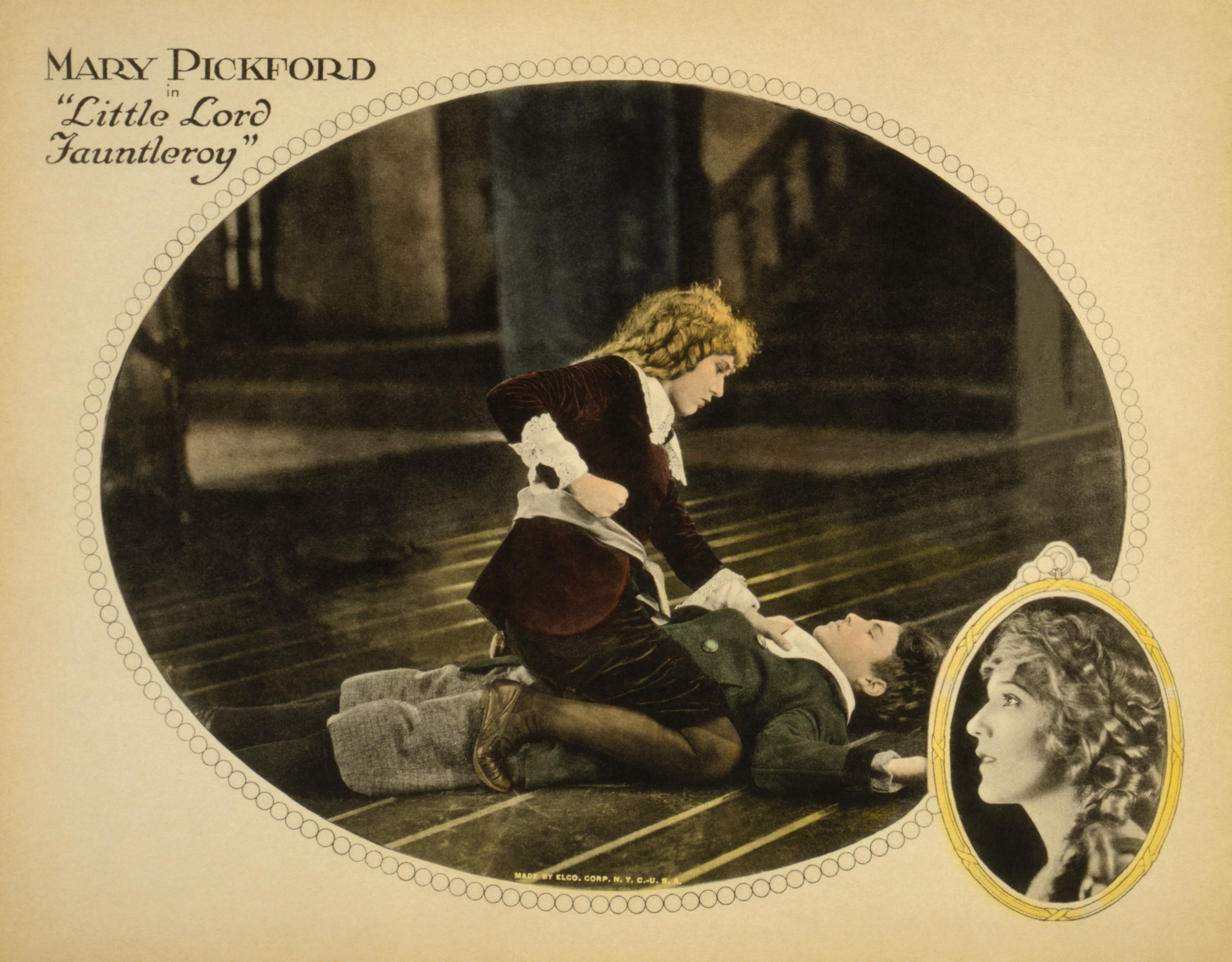
Pickford in Little Lord Fauntleroy (1921)

Mary Pickford en Douglas Fairbanks stonden in de jaren 20 model voor het ideale huwelijk. Ze waren altijd bij elkaar. In tien jaar tijd maakten ze zeven wereldreizen. Om tijd in hun huwelijk en hun landhuis te steken, besloten ze om niet meer dan zes tot negen maanden per jaar te werken.
Hun huwelijk verliep niet zoals gehoopt. Pickford verdroeg de jaloezie van haar man slecht. Als mannelijke gasten Pickfair bezochten, hield Douglas ze op afstand. Ook zou Fairbanks Rudolph Valentino publiekelijk vernederd hebben toen hij Pickford te na kwam. Zowel haar beste vriendin Frances Marion als de actrice May McAvoy zagen dat Pickford eenzaam was, maar ze wilde niet over de problemen met haar echtgenoot praten.
United Artists kon ondertussen niet aan de hoge verwachtingen voldoen. Chaplin stond nog onder contract bij Film National, waar hij tot 1923 moest blijven werken. Griffith werkte buiten Los Angeles en liet daarom weinig van zich horen. Tijdens de regie van Way Down East (1920) en Orphans of the Storm (1921) zocht Griffith buiten zijn partners om een nieuwe studio. United Artists bracht minder op dan gehoopt. Naast het kleine aantal films dat werd geproduceerd had United Artists ook verzuimd vertoningsrechten voor de verdeelde films te eisen. Toch zou geen van de oprichters de studio verlaten.
Toen Mary's broer Jack trouwde met de actrice Olive Thomas, gingen ze op huwelijksreis naar Europa. Daar overleed Thomas door een vergiftiging. Jack kon haar dood moeilijk verwerken en werd alcoholist. Mary Pickford probeerde hem af te leiden en nam hem aan als eerste regieassistent in haar film Through the Back Door (1921). De film stelde, net zoals haar vorige film The Love Light (1921), teleur in de opbrengst.
Ze besefte dat er iets moest veranderen in haar films om opnieuw het publiek te lokken, zoals ze ook had gedaan in de film Pollyanna. In haar volgende film Little Lord Fauntleroy (1921) speelde Mary Pickford niet alleen een kleine jongen, maar ook zijn moeder. De makers pakten de film groots aan en investeerden in kostuums en speciale effecten. De film werd een succes en Pickford wist opnieuw publiek te trekken.
Ondanks de opbrengst van Little Lord Fauntleroy waren de meningen over de film zelf vooral negatief. Daarom besloot Pickford Tess of the Storm Country van 1914 opnieuw op te nemen. Die film werd destijds positief ontvangen, en de remake van 1922 werd ook een succes: de opbrengst was bijna zo groot als Little Lord Fauntleroy.

### Een volwassener imago

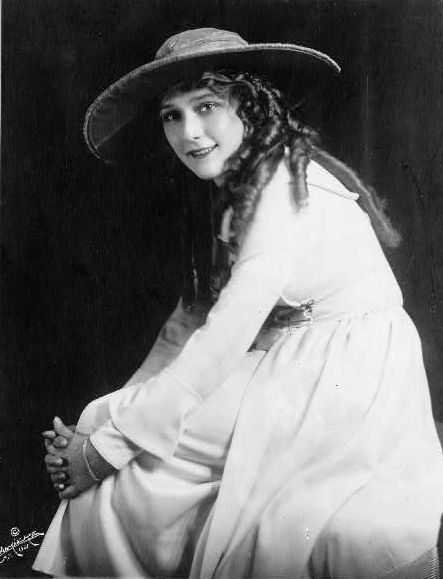
Pickford in de laatste fase van haar jeugdige stijl

In 1919 had Pickford ervaren, dat haar films het niet goed deden bij het publiek, wanneer ze een volwassen vrouw speelde. Toch wilde ze als 30-jarige geen kinderrollen meer vertolken. In 1923 liet ze regisseur Ernst Lubitsch uit Duitsland overkomen om een andere richting in te slaan. Ze wilde een nieuwe start nemen met haar filmcarrière en dat zouden ze met hun volgende film waarmaken.
Ze werkten samen aan de film Rosita (1923). Ze vreesden dat het publiek weer zou klagen over het ouder personage van Pickford, maar de film zou een van de eerste films worden waar United Artists geld aan overhield. Om onbekende redenen sprak Pickford zelf neerbuigend over de film. Ze dwong af, dat hij nooit meer getoond mocht worden.
Ook in haar volgende film Dorothy Vernon of Haddon Hall (1924) was ze te zien als volwassen vrouw. De filmindustrie veranderde in die tijd. Er kwam druk op de acteurs om spectaculaire films te maken. Lon Chaney behaalde succes met He Who Gets Slapped (1924) en Marion Davies maakte ook twee succesvolle films achter elkaar, Yolanda (1924) en Janice Meredith (1924). Pickford wist, dat haar volgende film ook een groot succes moest worden. Haar zus Lottie Pickford worstelde met persoonlijke problemen en was aan de drank geraakt. Mary Pickford probeerde haar af te leiden met een rol in deze film.
Dorothy Vernon of Haddon Hall werd een prijzig kostuumdrama met veel speciale effecten. Pickford deed zelf haar eigen stunts toen haar stuntvrouw gewond raakte, uit angst voor een minder goed resultaat. Ze wees Marshall Neilan aan als haar regisseur. In eerste instantie zou ze de film wederom met Lubitsch maken, maar haar eerdere samenwerking met die Duitse regisseur verliep niet zonder problemen. Pickford wilde nu samenwerken met een vriend en vond Neilan geschikt. De film zou een aardig succes worden, maar het publiek begon opnieuw te eisen dat Pickford alleen jonge personages zou vertolken.
Het ging ondertussen slecht met United Artists. Griffith ging in zaken met Adolph Zukor om de filmstudio Paramount Pictures op te richten. Hij werd vervangen door Joseph Schenck. Charlie Chaplin werkte traag en draaide maar één film per twee jaar. In 1924 stond United Artists 500.000 dollar in het rood. Pickford besloot nog harder te werken om uit de rode cijfers te komen. Pickford vroeg Schenck om advies en nam, in het belang van de studio, voor de laatste keer een jeugdige rol op zich. In 1925 was ze als een jong meisje te zien in Little Annie Rooney. De film haalde United Artists uit de schulden.

## Emotionele tegenslagen

### Een nieuw kapsel
Terwijl haar echtgenoot werkte aan de film The Black Pirate maakte Pickford de avonturenfilm Sparrows (1926). Zij had regelmatig onenigheid met de regisseur, William Beaudine. In die film moest een groep kinderen vluchten door een moeras. Beaudine zou ook in gevaarlijke scènes een echte baby hebben willen gebruiken, maar Pickford stond erop dat er een pop werd gebruikt. Pickford ontkende de verhalen in een interview. Ze gaf toe meningsverschillen te hebben gehad met Beaudine, maar ze hield vol, dat de kinderen nooit in gevaar waren gebracht. De film kreeg goede kritieken, maar zou het succes van Little Annie Rooney niet evenaren.
Pickford was dol op de baby in de film, Mary Louise Miller genaamd. Ze wilde haar zelfs adopteren, maar Millers ouders stonden dit niet toe. Ondertussen ging de gezondheid van Douglas Fairbanks achteruit toen zijn oudere broer een beroerte kreeg. Fairbanks kon dit moeilijk verwerken en werd depressief. Pickford probeerde hem hieruit te helpen door samen op een wereldtour te gaan.
Mary Pickford speelde een volwassen dame in haar laatste stomme film, de romantische komedie My Best Girl (1927) waarin Charles "Buddy" Rogers haar tegenspeler was. Ze kende Rogers uit de eerder dat jaar uitgekomen film Wings en wilde graag met hem werken. Haar man werd jaloers omdat Pickford en Rogers goed met elkaar konden opschieten. De twee echtgenoten zouden steeds meer van elkaar vervreemden en Fairbanks kreeg affaires met meerdere vrouwen, onder wie actrice Lupe Velez.
Omdat haar moeder Charlotte Smith ernstig ziek werd verliet Pickford haar man om voor haar te zorgen. Charlotte overleed op 24 maart 1928. Pickford kon dat slecht verwerken en nu verslechterde ook haar vriendschap met Rogers. Toen ze terugkeerde naar Fairbanks besloot ze haar jeugdige stijl voorgoed van zich af te gooien en liet haar haar kort knippen, wat veel commotie veroorzaakte en zelfs de voorpagina's van verschillende kranten haalde. Haar fans waren razend en vonden het verschrikkelijk om hun Mary Pickford als volwassen vrouw te zien.

### Carrière in de geluidsfilm

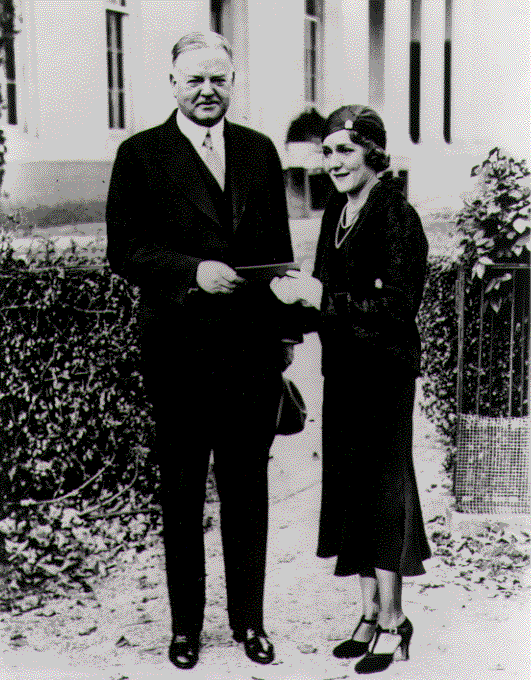
Met president Herbert Hoover (1931)

De stomme film moest meer en meer plaats ruimen voor geluidsfilm. Pickford en Fairbanks waren niet bang voor die ontwikkeling, omdat ze beiden ervaring hadden in het theater. Haar eerste geluidsfilm zou Coquette (1929) worden. De film werd slecht ontvangen door het publiek, maar Pickford won wel een Academy Award voor Beste Actrice. Het publiek kwam in opstand en hield vol dat ze de Oscar niet verdiende.
Ondanks de negatieve kritieken bracht Coquette een aardig bedrag op. Ook Fairbanks' laatste film The Iron Mask (1929) was succesvol. Om die reden besloten ze voor het eerst samen in een film te spelen. Dit werd The Taming of the Shrew (1929). Pickfords samenwerking met haar eigen echtgenoot viel tegen en het plan om samen in een verfilming van Caesar and Cleopatra te verschijnen ging niet door. De film werd een flop en de kosten waren groter dan de opbrengsten. Voor haar volgende film Forever Yours (1930) koos ze opnieuw Marshall Neilan als regisseur. De twee hadden al eerder conflicten met elkaar en de samenwerking zou dit keer desastreus aflopen. Neilan kwam elke dag dronken op de set, waardoor Pickford hem ontsloeg. Ze besloot de productie stil te leggen. Ze probeerde een comeback te maken met de musicalfilm Kiki (1931), maar het publiek had inmiddels haar interesse verloren in de actrice.
Op 3 januari 1933 overleed haar broer Jack Pickford in Parijs aan de gevolgen van ziekte en drugsmisbruik. Op dat moment was Mary bezig met het Disneyproject Alice in Wonderland. Ze zou hierin de enige rol spelen: alle andere personages zouden door het animatieteam gecreëerd worden. De film werd echter stopgezet toen bleek dat ook Paramount Pictures bezig was met een filmversie van Alice in Wonderland. Pickford en Fairbanks gingen niet veel later uit elkaar, toen bekend werd dat Fairbanks een affaire had met de Britse socialiste Lady Sylvia Ashley. Fairbanks verliet het huis, Pickford bleef in Pickfair wonen.
Toen ook de United Artists uit elkaar dreigde te vallen, begon Pickford troost te zoeken in de drank. De media beschreven het schandaal van Fairbanks' affaire uitvoerig. Pickford zocht afleiding en besloot het project Forever Yours weer op te pakken. De film kwam uit onder de titel Secrets (1933), maar werd een flop en zou $100.000 verlies boeken.

## Latere carrière

### Pickford: Schrijfster en radio-actrice
Pickford besefte, dat haar geluidsfilms allemaal waren geflopt. Ze was inmiddels 41 en kende persoonlijke problemen. Om die redenen besloot ze een punt te zetten achter haar filmcarrière. In december 1933 vroeg ze een scheiding aan. Vlak na het einde van haar filmcarrière schreef ze een boek met de titel Why Not Try God? over haar ervaringen met het geloof en haar toewijding aan Christian Science. Het boek werd in 1934 gepubliceerd en kreeg goede kritieken, onder andere van het toonaangevende tijdschrift The New Yorker. Daarom publiceerde ze in 1935 nog een boek, genaamd My Rendezvous with Life. Daarin vertelt ze hoe ze een vriend hielp na de dood van diens moeder. Pickford-kenners gaan ervan uit, dat die vriend Elsie Janis is. En in 1935 verscheen haar eerste en laatste roman, The Demi-Widow.
In 1934 werd het radiostation Mary Pickford Radio Stock Company opgericht. Pickford debuteerde er in het najaar van 1934 en werd geprezen door de critici. Na enkele maanden besloot ze ermee te stoppen. In 1936 keerde ze terug op de radio met een eigen show, Parties at Pickfair. Dat werd een grote flop en Pickford trok zich terug. Pas in de jaren 40 zou ze opnieuw een radioshow presenteren.
Begin 1936 was haar scheiding met Fairbanks rond. Op dat moment zat United Artists opnieuw in de schulden. Pickford wilde proberen te helpen door enkele films te produceren. Maar omdat de gerespecteerde producent David O. Selznick besloot zijn films via United Artists te verdelen, waren de zorgen van de studio voorbij en stopte Pickford er weer mee. Datzelfde jaar overleed ook haar zuster Lottie aan een hartaanval. Pickford verloor in enkele jaren al haar dierbaren en zocht opnieuw afleiding. Ze probeerde Lottie's moederrol op zich te nemen en deed een poging haar dochter Gwynne op te voeden.

### Breuk met United Artists

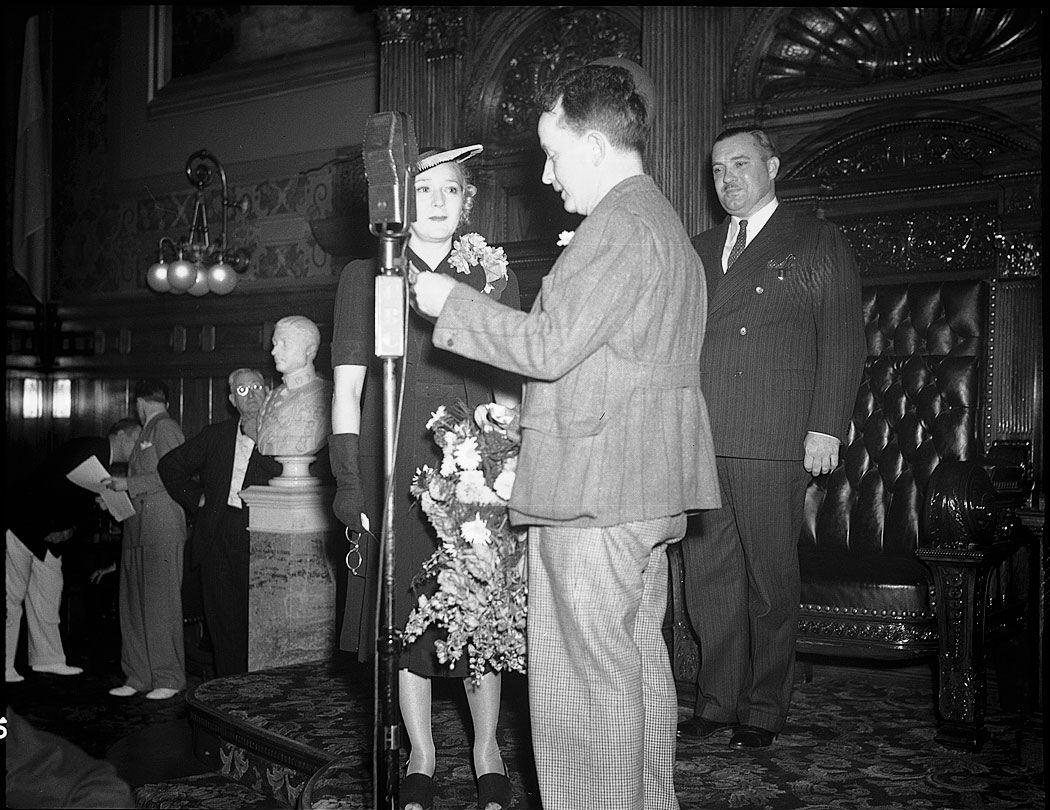
Pickford in Canada (eind jaren 30)

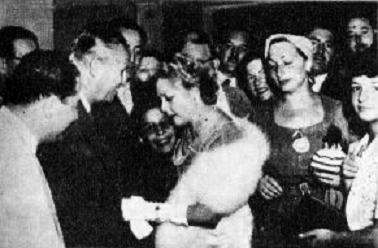
Pickford tijdens een bezoek aan een filmfestival in Argentinië in 1954

Pickford ontkende alle geruchten over een terugkeer naar het grote scherm: ze zou nooit meer optreden. Wel zou ze zich voor goede doelen inzetten. Ze stichtte in 1937 Mary Pickford Cosmetics, een bedrijf dat schoonheidsproducten verkocht. Op 24 juni van datzelfde jaar trouwde ze met Charles "Buddy" Rogers. Volgens vertrouwelingen van Pickford, onder wie Gwynne, was dat alleen om Fairbanks te kwetsen. Pickford trok bij Rogers in en geruchten gingen rond, dat Pickfair verkocht zou worden. Maar al snel verhuisde Pickford terug naar het landhuis en Rogers ging met haar mee.
Ondertussen was Sam Goldwyn de nieuwe baas van United Artists geworden. Hij wilde de oprichters van de studio uitkopen voor 500.000 dollar per persoon. Na overleg waren Pickford, Fairbanks en Chaplin wel bereid om te vertrekken, maar voor 2 miljoen dollar per persoon. Goldwyn kon zich dit niet veroorloven. Ten slotte nam hij in 1941 ontslag. Pickford, Fairbanks en Chaplin bleven deelgenoten. In 1938 schreef Pickford voor korte tijd columns voor New York Journal American, maar ze sloegen niet aan bij het publiek en werden na negatieve kritieken stopgezet. Ook Mary Pickford Cosmetics bracht minder op dan verwacht.
Op 31 mei 1939 verdween Gwynne uit Pickfair om in het geheim te trouwen met een radiopresentator. Pickford voelde zich verraden en weigerde wekenlang met haar dochter te spreken. Niet veel later, op 11 juni dat jaar, overleed Moore. Haar andere ex-man, Douglas Fairbanks, overleed zes maanden later aan een hartaanval. Mary Pickford kon zijn dood moeilijk verwerken. Selznick verving Fairbanks in 1941 als zakenpartner van United Artists.
In 1943 besloot Mary Pickford, dat het tijd was om moeder te worden. Zij adopteerde eerst het zesjarige weeskind Ronald Charles en later Roxanne, een weeskind van vijf maanden oud. Zowel Pickford als Rogers reisden nog veel voor hun werk, waardoor de verzorging van Ronald en Roxanne regelmatig werd overgelaten aan het personeel van Pickfair. Zowel Ronald als Roxanne vertelden later in interviews dat ze geen goede jeugd hadden gehad.
In Pickfords latere carrière werkte ze voornamelijk voor het goede doel en steunde ze soldaten uit de Tweede Wereldoorlog. Desondanks werkte ze nog altijd voor United Artists. In 1945 vreesde ze dat de studio uiteen zou vallen. Ze had al twee jaar niet meer gesproken met Chaplin en ook Selznick dreigde de studio de rug toe te keren. De studio produceerde enkele B-films en had in 1948 haast al zijn aanzien verloren. Pickford raakte in een depressie en zocht opnieuw haar heil in drank.
In 1949 zette ze samen met Rogers en diens vriend Malcolm Boyd een eigen televisie- en radionetwerk op. Pickford werkte aan verschillende projecten, maar Boyd vernietigde ze allemaal, omdat ze volgens hem onvoldoende van kwaliteit waren. Het netwerk liep uiteindelijk op niets uit, en ze trok zich volledig terug uit de televisie- en radio-industrie.
Ze weigerde de rol van Norma Desmond in Sunset Blvd. (1950), maar aanvaardde in 1951 een rol in The Librarian, een zwart-witfilm. Drie weken voor het begin van de opnamen vertrok ze echter weer, omdat ze liever een comeback wilde maken in een technicolorfilm. Na allerlei problemen kwam die film in 1956 uit onder de titel Storm Center, met Bette Davis in de hoofdrol.
Sinds 1951 had Pickford United Artists al aan anderen overgelaten. Chaplin werd in 1955 uitgekocht en ook Pickford verkocht een jaar later haar aandeel voor 3 miljoen dollar. Ook verscheen in die periode haar autobiografie Sunshine and Shadow, maar daarna ging ze met pensioen.

## Overlijden

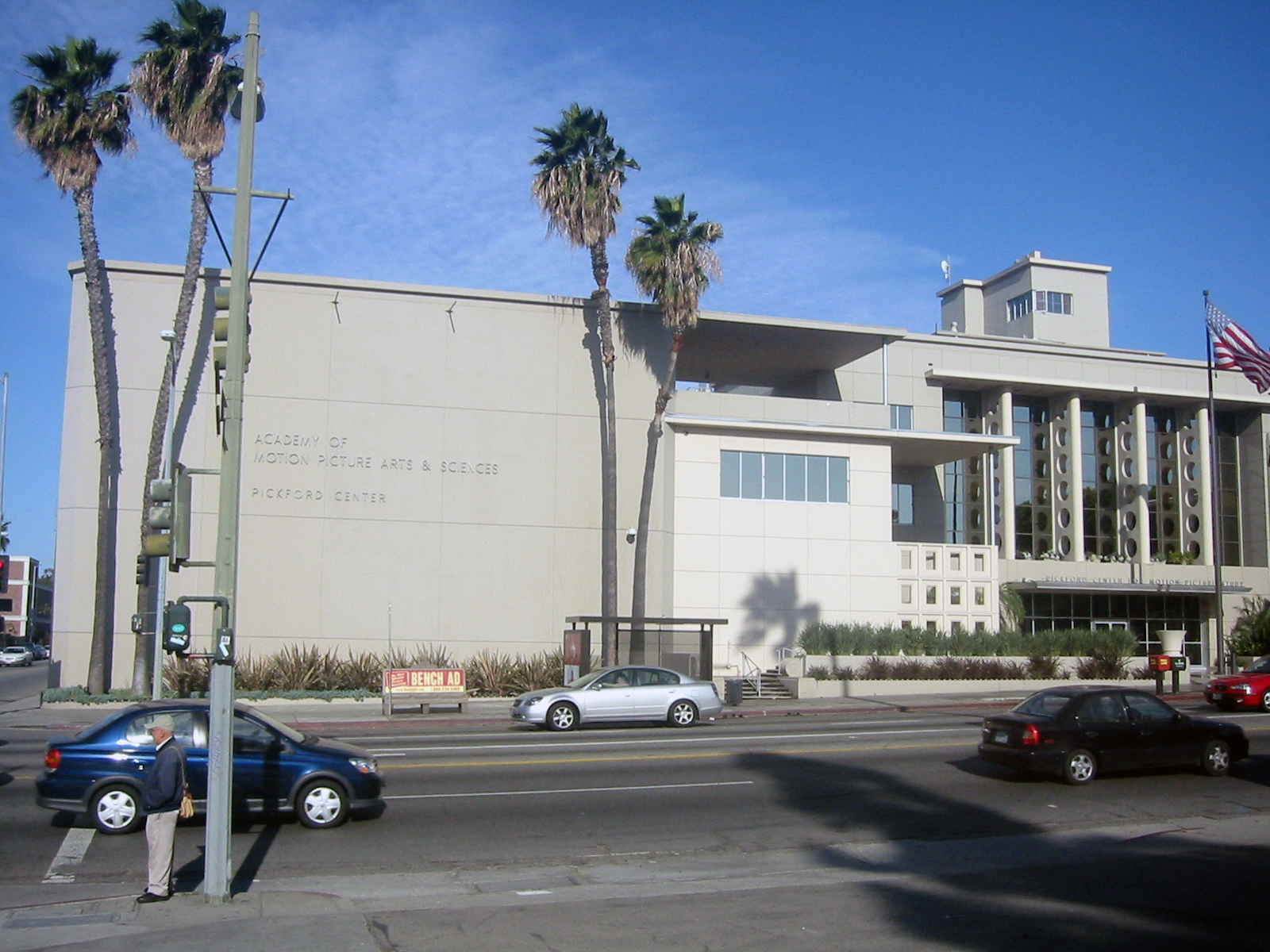
Het Pickford Center in Hollywood

Pickford leefde na haar pensioen in afzondering van de buitenwereld. In de jaren 60 verzorgde ze nog af en toe mensen in bejaardentehuizen. Ze vervreemdde van haar kinderen en vrienden en verliet Pickfair slechts op zeldzame gelegenheden. Zo haalde ze nog wel persoonlijk een ereprijs op die ze in 1965 kreeg van de Cinémathèque Française. In 1976 kreeg ze een Honorary Award bij de 48ste Oscaruitreiking. Ze was te zwak om de prijs op te halen en besloot haar toespraak thuis op te nemen. Dit was de laatste keer dat het publiek Pickford te zien kreeg.
Op 25 mei 1979 kreeg Pickford een beroerte en werd naar het ziekenhuis in Santa Monica gebracht. Twee dagen later raakte ze in coma. Ze stierf op 29 mei. Ze werd naast haar familie begraven op een begraafplaats die ontoegankelijk is voor het publiek. De Academy of Motion Picture Arts and Sciences reikte op 8 oktober 1979 een eerbetoon aan de actrice uit. In 1980 kwam ze opnieuw in het nieuws toen duidelijk werd, dat ze bijna de helft van al haar bezittingen wilde afstaan aan het goede doel. Rogers was het hier niet mee eens en stapte naar de rechter. Na enkele maanden kreeg hij 1 miljoen dollar.
Pickford werd vereeuwigd met een ster op de Hollywood Walk of Fame bij 6280 Hollywood Blvd. In 2003 werd The Mary Pickford Institute for Film Education opgericht. Dit instituut bevat een bibliotheek met de persoonlijke collectie van Pickford. In 2007 bracht zangeres Katie Melua het album Pictures uit, dat het lied Mary Pickford (Used to Eat Roses) bevat. Hierin zong ze voornamelijk over haar relatie met Fairbanks en beschreef ze de actrice als een pionier.